# Zellschen

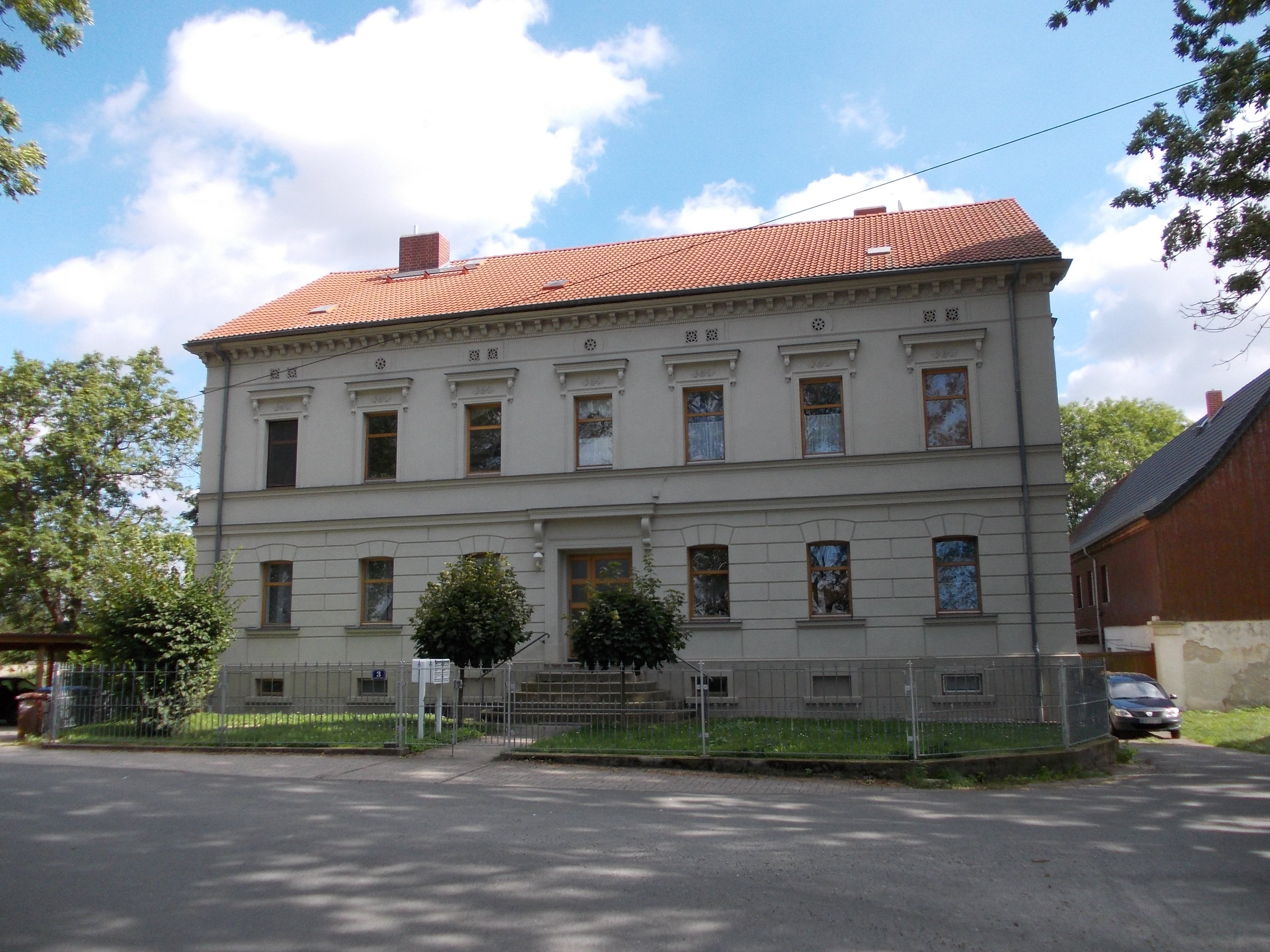
Gutshaus Zellschen

Zellschen ist ein Ortsteil der Gemeinde Meineweh im Burgenlandkreis in Sachsen-Anhalt. Er liegt weniger als einen Kilometer nordöstlich von Unterkaka unweit der nach Teuchern führenden Straße und der Autobahnanschlussstelle Osterfeld der Bundesautobahn 9.

## Geschichte
Der Ort wurde erstmals 976 urkundlich als Villa Cesice erwähnt, die von Kaiser Otto II. dem Bistum Zeitz geschenkt wurde. Zellschen gehörte bis 1815 zum Königreich Sachsen und gelangte dann an den Regierungsbezirk Merseburg der preußischen Provinz Sachsen.